# Psychologie physiologique
La psychologie physiologique est une autre branche des neurosciences comportementales (psychologie biologique) qui étudie les mécanismes neurologiques de la perception et du comportement à travers une manipulation cérébrale directe des cobayes (animaux). Contrairement aux autres branches de la psychologie biologique, le but principal de la recherche dans la psychologie physiologique est le développement de théories des relations cerveau-comportement. D'une manière alternative, elle est appelée psychophysiologie et également neurosciences cognitives.
Un exemple de psychologie physiologique est l'étude du rôle de l'hippocampe dans la compréhension et la mémoire. L'hippocampe peut être chirurgicalement retiré du cerveau d'un cobaye (rat de laboratoire) et suivi d'un test de mémoire par ce même cobaye.